# موشق باگراتونی
موشق باگراتونی (ارمنی: Մուշեղ Արսենի Բագրատունի؛  زادهٔ ۲ نوامبر ۱۸۷۰ - درگذشته نامعلوم زنده تا ۱۹۴۵)، نویسنده و روزنامه‌نگار اهل ارمنستان بود. 

## زندگی‌نامه
وی در ۲ نوامبر ۱۸۷۰ در به دنیا آمد و از فارغ‌التحصیل گشت. وی بین سال‌های ۱۸۹۳ تا ۱۹۰۵ عضو حزب سوسیال دموکرات هنچاکیان و از سال ۱۹۰۵ عضو حزب بلشویک بود وی در شماخی نیز سکونت داشت. وی در کایدز فعالیت می‌کرد.  وی تا ۱۹۴۵ میلادی زنده بود. 

## یادداشت
1. ↑  Ով ով է. հայեր/Հայկական_Սովետական_Հանրագիտարան/Հայկական համառոտ հանրագիտարան
2. ↑  Ով ով է. հայեր/Հայկական_Սովետական_Հանրագիտարան/Հայկական համառոտ հանրագիտարան
3. ↑  Russian Social Democratic Labour Party (bolshevik)